# Jean-Baptiste-Marie-Augustin Gourbeyre

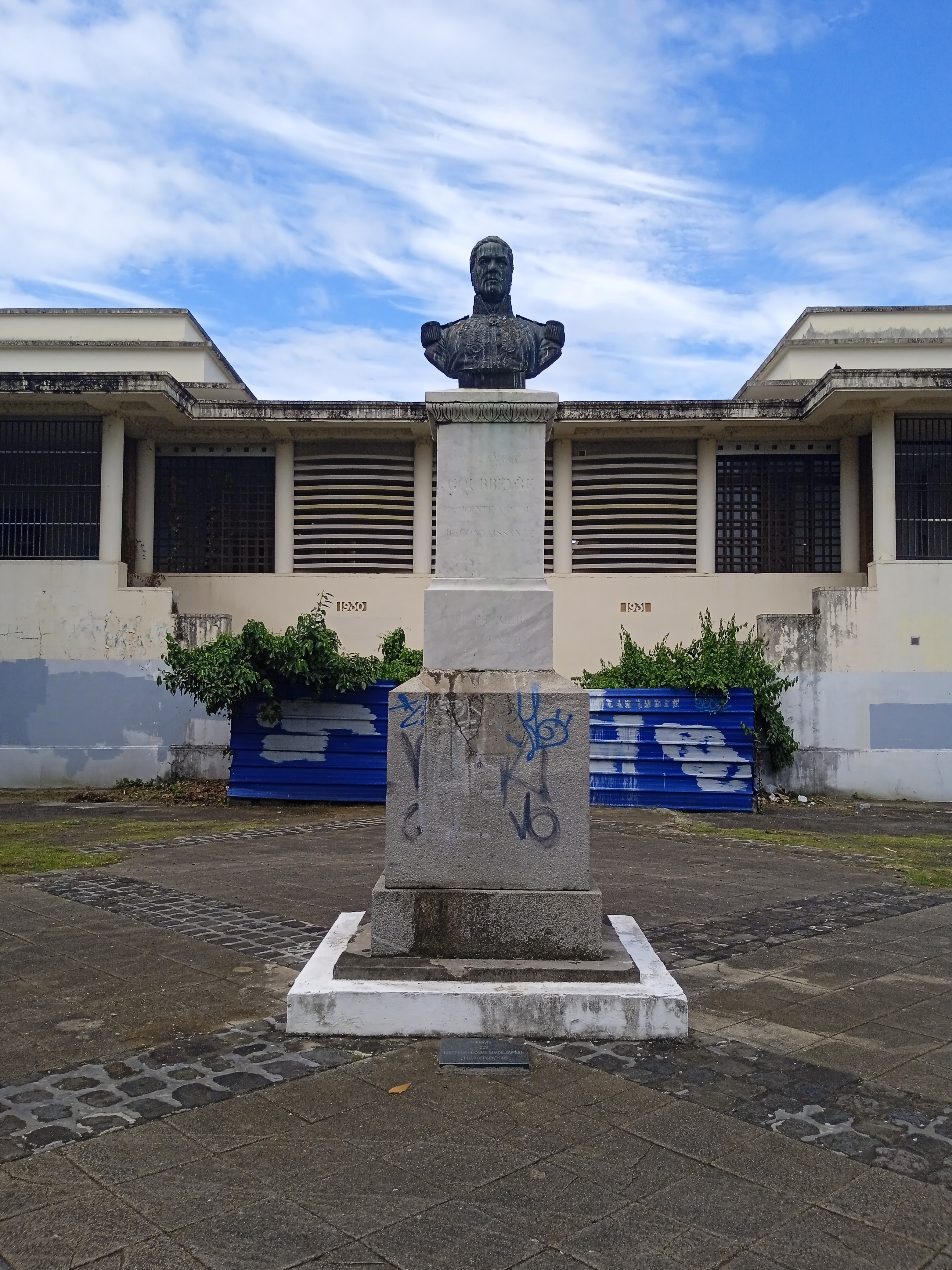
Buste de Jean-Baptiste Gourbeyre devant l'ancien Palais de justice de Pointe-à-Pitre.

Jean-Baptiste-Marie-Augustin Gourbeyre, né à Riom le 30 octobre 1786 et mort à Pointe-à-Pitre en Guadeloupe le 7 juin 1845, est un officier de marine et administrateur colonial français.

## Biographie
Fils de Pierre Gourbeyre, procureur en la sénéchaussée d'Auvergne et siège présidial de Riom, lui-même issu d'une famille de marchands d'Ambert, Augustin Gourbeyre accomplit une belle carrière d'officier de marine qui lui permit d'accéder au grade de contre-amiral.
Entré dans la marine comme mousse à l'âge de 14 ans, il devient novice en 1802, est promu aspirant dès 1803, puis enseigne de vaisseau en 1808. Capturé en mer, il est brièvement détenu par les Britanniques puis se distingue en 1809 en repoussant un coup de main anglais contre la rade du Moule en Guadeloupe. Il est fait lieutenant de vaisseau en 1811 et sert au port d'Anvers jusqu'en 1814. Il est promu capitaine de frégate en 1823 puis capitaine de vaisseau en 1828. Il dirige une expédition à Madagascar en 1829, puis commande la station navale française à Cadix. Il est élevé au rang de contre-amiral le 9 février 1841.
Il fut successivement créé chevalier de l'ordre de Saint-Louis (1819), chevalier de la Légion d'honneur (1821), baron de la Restauration (1830), officier de la Légion d'honneur (1830) et commandeur du même ordre (1843).
Il exerça les fonctions de gouverneur de la Guyane de 1839 à 1841, puis de gouverneur de la Guadeloupe de 1841 jusqu'à sa mort (due à la typhoïde). Dans ce dernier poste, son action apaisante aurait contribué à une transition paisible des relations interraciales lors de l'abolition de l'esclavage en 1848.
Sa dépouille repose dans une tombe du cimetière militaire du fort Delgrès à Basse-Terre.

### Vie privée et descendance
Il avait épousé à Brest le 24 juin 1815 Héloïse Antoinette Louise Raby, fille d'un commis de la marine, qui lui donna trois enfants, un fils, Pierre Antoine Armand (1816-1834), enseigne de vaisseau, tué en duel en Martinique, et deux filles, mortes jeunes.

## Postérité
Son rôle dans l'organisation des secours à la suite du tremblement de terre du 8 février 1843 à la Guadeloupe lui valut d'être honoré par la construction d'une statue érigée grâce à une souscription populaire en 1848 sur une place de Pointe-à-Pitre baptisé de son nom. 
Son nom fut également donné à une commune de l'île en 1846.

### Sources et bibliographie
- Jean-Baptiste Bouillet, Tablettes historiques de l'Auvergne, tome VI, 1845, « Nécrologie du contre-amiral Gourbeyre » pp. 474-479.
- René Bouscayrol, Riomois célèbres ou méconnus (« Mémoires de l'Académie des sciences, belles-lettres et arts de Clermont-Ferrand, 54 », Clermont-Ferrand, Académie des sciences, belles-lettres et arts de Clermont-Ferrand, 1995, 269 p.  (ISBN 2-903377-24-3)
- Claude Thiébaut (préf. Hélène Servant), Sur les ruines de la Pointe-à-Pitre : Chronique du 8 février 1843. Hommage à l'amiral Gourbeyre, manuscrit conservé à Vincennes, Service historique de la Défense, Département de la marine, 1843-1844, Paris, L'Harmattan, septembre 2008, 556 p. (ISBN 9782296063037, OCLC 470919838, BNF 41341780, LCCN 2008485757)